# ベアトリス・ド・ヴェルマンドワ
ベアトリス・ド・ヴェルマンドワ（フランス語：Béatrice de Vermandois, 880年ごろ - 931年3月26日以降）は、西フランク王ロベール1世の2番目の妃で、ユーグ大公の母。

## 生涯
ベアトリスはヴェルマンドワ伯エルベール1世の娘で、エルベール2世の姉妹である。イタリア王ベルンハルトを通してカール大帝の子孫にあたる。ロベール1世との結婚により、ベアトリスはカペー家の祖先の一人となった。夫ロベール1世は922年6月29日に西フランク王として戴冠したが、923年6月15日にソワソンの戦いで戦死した。ベアトリスは931年3月以降に死去した。

## 結婚と子女
890年ごろ、ネウストリア辺境伯ロベールの2番目の妃となった。ロベールは922年に西フランク王となった。
- ユーグ（898年ごろ - 956年） - フランス公、フランス王ユーグ・カペーの父[4][5]
- エマ（894年 - 935年）[6] - 後の西フランク王ラウールと結婚